# Kyūjitai

Le mot « reiki » en caractères kyūjitai.

Un kyūjitai (旧字体) est un kanji, caractère chinois de l'ethnie Han utilisé dans l'écriture de la langue japonaise, représenté de la même façon qu'en chinois traditionnel, forme utilisée du VIe siècle au début du XXe siècle.

Le même mot « reiki » en caractères shinjitai.

Ce terme récent fait opposition à shinjitai (新字体), forme moderne, dont la création a commencé en 1926 et dont la première norme a été diffusée un an après la défaite du Japon contre les États-Unis, dans le tōyō kanji, le 16 novembre 1946. Elle est encore utilisée de nos jours par les locuteurs du japonais. Cette simplification fait suite à des débats amorcés en Chine en 1909 par Lu Feikui, dans le Magazine de l'éducation (教育杂志, jiàoyù zázhì) et une volonté au Japon de réformer en profondeur le système d'écriture.